# Pierre-Luc Périchon
Pierre-Luc Périchon (Bourg-en-Bresse, 4 gennaio 1987) è un ex ciclista su strada e pistard francese, è stato professionista dal 2013 al 2023.

## Palmarès

### Strada
- 2011 (Roubaix, una vittoria)

2ª tappa Tour du Loir-et-Cher (Vendôme > Villebarou)
- 2012 (La Pomme Marseille, una vittoria)

Parigi-Camembert
- 2013 (Bretagne-Séché Environnement, una vittoria)

7ª tappa Tour de Bretagne (Huelgoat > Quimperlé)
- 2016 (Fortuneo-Vital Concept, una vittoria)

2ª tappa Tour de Savoie Mont-Blanc (Chambéry > Modane)
- 2017 (Fortuneo-Vital Concept, due vittorie)

5ª tappa Tour de Savoie Mont-Blanc (Moûtiers > Moûtiers)
Duo Normand (con Anthony Delaplace, cronocoppie)
- 2018 (Team Fortuneo-Samsic, una vittoria)

La Poly Normande

#### Altri successi
- 2009 (SCO Dijon)

Grand Prix de Blangy-sur-Bresle
- 2010 (SCO Dijon)

3ª tappa Tour de Franche-Comté (Gray > Salins-les-Bains)
Grand Prix de Beuvry-la-Forêt
- 2011 (Roubaix)

Classifica generale Boucle de l'Artois
5ª tappa Tour Nivernais Morvan (Clamecy > Château-Chinon)
Grand Prix de Blangy-sur-Bresle
- 2015 (Bretagne-Séché Environnement)

Critérium de Dijon
- 2017 (Fortuneo-Vital Concept)

Classifica scalatori Tour de Savoie Mont-Blanc
- 2023 (Cofidis)

Critérium de Dijon

### Pista
- 2003 (Juniores)

Campionati francesi, Americana Junior (con Guillaume Perrot)
- 2004 (Juniores)

Campionati francesi, Americana Junior (con Guillaume Perrot)

## Piazzamenti

### Grandi Giri
- Giro d'Italia

2022: 94º
- Tour de France

2015: 81º
2016: 93º
2017: 42º
2019: 57º
2020: 86º
2021: 92º
2022: 62º
- Vuelta a España

2020: 96º

### Classiche monumento
- Milano-Sanremo

2021: 96º
2022: 109º
- Parigi-Roubaix

2013: 65º
2014: 128º
2015: 101º
2017: 55º
2018: 89º
- Liegi-Bastogne-Liegi

2019: ritirato
2020: 125º
- Giro di Lombardia

2022: ritirato

### Competizioni europee
- Campionati europei

Glasgow 2018 - In linea Elite: 8º
Trento 2021 - In linea Elite: ritirato